# Hydrocotyle sphenoloba
Hydrocotyle sphenoloba är en växtart i släktet Hydrocotyle och familjen araliaväxter.
Arten förekommer i Colombia och har använts som medicinalväxt. Den beskrevs av Hugh Algernon Weddell 1860.